# مگس‌های پاصاف
مگس‌های پاصاف (نام علمی: Opetiidae) نام یک تیره از فروراسته مگس‌خانگی‌شکلان است.